# Mousseaux-sur-Seine
Mousseaux-sur-Seine ist eine französische Gemeinde mit 680 Einwohnern (Stand: 1. Januar 2022) im Département Yvelines in der Region Île-de-France. Sie gehört zum Arrondissement Mantes-la-Jolie und zum Kanton Bonnières-sur-Seine. Die Einwohner nennen sich Moussois.

## Geografie
Mousseaux-sur-Seine liegt etwa 54 Kilometer westnordwestlich von Paris an der Seine. Mousseaux-sur-Seine wird umgeben von den Nachbargemeinden Moisson im Norden, Saint-Martin-la-Garenne im Süden und Osten, Méricourt im Südwesten sowie Freneuse im Westen.

## Bevölkerungsentwicklung
| 1962                       | 1968 | 1975 | 1982 | 1990 | 1999 | 2006 | 2013 |
| -------------------------- | ---- | ---- | ---- | ---- | ---- | ---- | ---- |
| 180                        | 191  | 289  | 415  | 494  | 558  | 606  | 658  |
| Quellen: Cassini und INSEE |      |      |      |      |      |      |      |

## Sehenswürdigkeiten
- Kirche Saint-Léger aus dem Jahre 1875

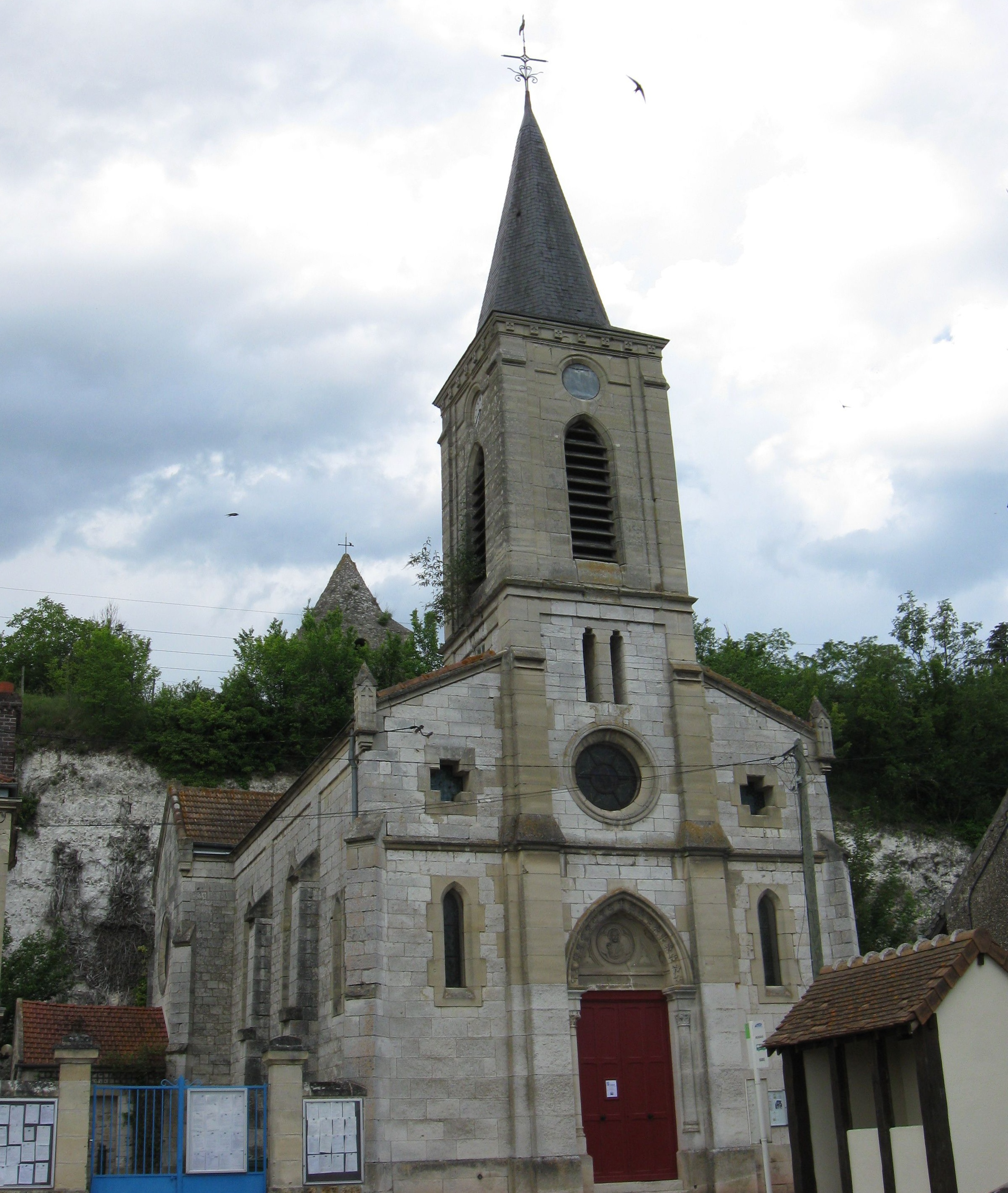
Kirche Saint-Léger

## Persönlichkeiten
- Hector Durville (1849–1923), Autor und Okkultist